# BBÖ Uh
A BBÖ Uh sorozat egy keskenynyomközű szertartályosgőzmozdony-sorozat volt, mely az 1920-as években épült.

## Fordítás
Ez a szócikk részben vagy egészben  az   ÖBB Uh című német Wikipédia-szócikk fordításán alapul.  Az eredeti cikk szerkesztőit annak laptörténete sorolja fel. Ez a jelzés csupán a megfogalmazás eredetét és a szerzői jogokat jelzi, nem szolgál a cikkben szereplő információk forrásmegjelöléseként.